# Eberhard II Wirtemberski
Eberhard II Wirtemberski (ur. 1315, zm. 15 marca 1392, Stuttgart) – hrabia Wirtembergii.
Po śmierci Ulryka III Eberhard posługiwał się tytułem hrabia razem z bratem Ulrykiem IV. 1 maja 1362 roku Ulryk zrezygnował z tytułu. Eberhard zawarł ugodę z cesarzem Karolem IV, który potwierdził jego tytuł szlachecki oraz nadał nowe przywileje (np. samodzielne sądownictwo). Eberhard powiększył swoje tereny o Altheim (1372), Reutlingen (1377) i Döffingen (1388). Bitwa pod Döffingen była największą bitwą, jaka w tamtym czasie odbyła się w tej części Niemiec. Zginął w niej syn Eberharda Ulryk.
Eberhard ożenił się 17 września 1342 roku z Elżbietą Henneberg-Schleusingen mieli dwoje dzieci:
- Ulryka (1340 – 23 sierpnia 1388) – ożenił się z Elżbietą z Bawarii córką cesarza Ludwika IV – ojciec Eberharda III
- Zofię – księżniczkę Lotaryńską